# Исидоровская церковь
Не следует путать с одноимённой церковью Александро-Невской лавры
Свя́то-Иси́доровская це́рковь (Церковь Священномученика Исидора Юрьевского и Николая Чудотворца) — приходской православный храм в Адмиралтейском районе Санкт-Петербурга, на пересечении Лермонтовского проспекта и проспекта Римского-Корсакова у Могилёвского моста.
Построена в 1903—1907 годах по проекту архитектора Александра Полещука. Её верхний храм освящён во имя священномученика Исидора Юрьевского, что и дало название всей церкви. Боковые приделы верхнего храма освящены во имя преподобного Серафима Саровского и святых апостолов Петра и Павла. Нижний храм Свято-Исидоровской церкви освящён во имя святого Николая Чудотворца.

## История
В 1894 году в Коломне возник эстонский православный приход во главе с настоятелем Павлом Кульбушем. К этому времени в Петербурге проживало около 4 тысяч православных эстонцев. У прихода не было своей церкви, и богослужения совершались в подвале Малоколоменской Воскресенской церкви. 29 ноября 1898 года по инициативе настоятеля прихода было открыто эстонское Братство во имя священномученика Исидора Юрьевского. Кульбуш также выступил инициатором постройки церкви для прихода, проект которой был поручен члену общества архитектору Александру Полещуку.
В 1901 году архитектор составил эскиз, а 23 августа 1902 года был утверждён окончательный проект трёхпридельной бесстолпной церкви на 720 человек. Сбор средств на строительство церкви осуществлялся по всей России, а первое пожертвование сделал Иоанн Кронштадтский. В проект также входил примыкающий дом для школы с общежитием, залом для бесед, книжным складом и библиотекой. Сначала был построен церковный дом и деревянная часовня, освящённая 30 марта 1903 года, а 24 августа 1903 года состоялась закладка каменного пятиглавого храма. На втором этаже церковного дома, в двусветном зале для бесед организовали временную церковь. Иконостас и образа для неё исполнило Общество взаимопомощи русских художников. 21 декабря 1903 года епископ Гдовский Константин, при участии Иоанна Кронштадтского освятил алтарь временной церкви во имя Исидора Юрьевского. Чуть позже, 7 февраля 1904 года, был освящён её Серафимовский придел.
В 1905 году, когда стены строящейся церкви были доведены до сводов, деньги иссякли. Положение спас председатель строительного комитета действительный статский советник Иван Богданов, пожертвовавший на строительство 50 тысяч рублей. Три тысячи рублей дал Николай II. В результате строительство храма удалось закончить в 1907 году.
Главный придел верхней церкви был освящён митрополитом Антонием 23 сентября 1907 года, а через три дня — её левый придел преподобного Серафима Саровского. Нижняя церковь была освящена во имя святого Николая Чудотворца епископом Гдовским Кириллом 30 марта 1908 года. Последним был освящён правый придел апостолов Петра и Павла, 4 мая 1908 года. Службы в новой церкви проводились на эстонском и церковно-славянском языках.
Позднее фирмой Франка был изготовлен запрестольный витраж. Трёх- и двухъярусные иконостасы в стиле барокко были исполнены в мастерской П. С. Абросимова по рисункам Полещука. Образа для них были написаны Василием Перминовым. В 1910—1912 годах в мастерской Карла Гвиди престолы были облицованы белым каррарским мрамором.
C 1923 по 1927 год в здании работали Богословские курсы Центрального района (Петрограда — Ленинграда), преобразованные в 1925 году в Высшие Богословские курсы, ректором которых стал протоиерей Николай Чуков.

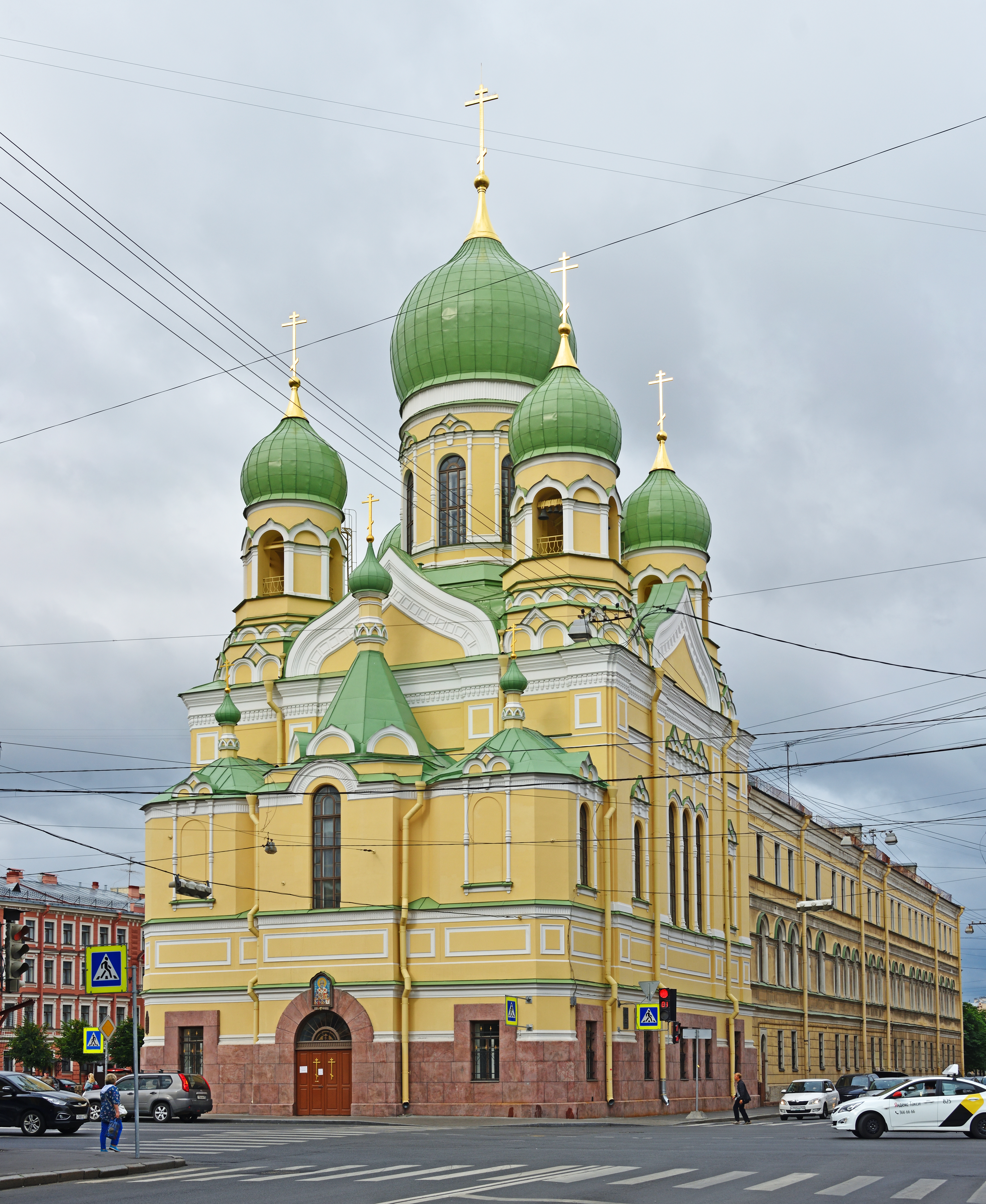
Вид с северо-востока

25 февраля 1935 года церковь была окончательно закрыта, часть имущества передана в близлежащий Николо-Богоявленский собор. В сентябре 1937 года был расстрелян священномученик протоиерей Карп Эльб, служивший в эстонском приходе с 1899 года диаконом, а с 1918 − священником, в последние годы − в храме на Красненьком кладбище; в январе 1938 года − настоятель церкви (с 1918 по 1935 год) протоиерей Александр Пакляр. После сильной переделки внутри здание долгие годы было занято детским садом, общежитием, затем − живописно-оформительским комбинатом Художественного фонда СССР.
В 1994 году церковь была возвращена епархии; первая литургия была совершена в нижнем храме 30 октября 1994 года. 4 июля 1996 года над храмом поднят крест, в 1999 году начато восстановление верхней церкви, в 2001 году открыта Никольская часовня.
Реставрация верхнего храма Святого Исидора завершена. Восстановлен барочный иконостас, настенные росписи. Изготовлен запрестольный витраж с изображением Иисуса Христа. С сентября 2006 года налажены постоянные богослужения в приделе Исидора. В 2007 году, в столетие первого освящения, храм был заново освящён митрополитом Санкт-Петербургским и Ладожским Владимиром (Котляровым). Отреставрирован также и нижний храм Святителя Николая Чудотворца.
В храме действуют библиотека и приходская воскресная школа.